# Góry Aniujskie
Góry Aniujskie, Góry Południowoaniujskie (ros. Анюйский хребет, także Южно-Анюйский хребет) – góry w azjatyckiej części Rosji, w Czukockim Okręgu Autonomicznym.
Leżą pomiędzy rzekami Mały Aniuj i Wielki Aniuj, na północ od Gór Kołymskich. Długość pasma ok. 380 km; maksymalna 1775 m n.p.m. (Pik Gwardii Radzieckiej). Zbudowane z triasowych i jurajskich piaskowców i łupków ilastych z intruzjami granitów; dominuje tundra górska (modrzewie); w najwyższych partiach pustynia lodowa.